# Paulina Rubio
Paulina Susana Rubio Dosamantes (* 17. června 1971 Ciudad de México Mexico) je mexická zpěvačka a herečka. Je známá pod přezdívkou Paulina Rubio a byla několikrát nominována na cenu Grammy a Billboard Latin Music Awards.

## Biografie
Paulina Rubio se narodila v Mexico City v Mexiku, ale vyrůstala v Miami a Madridu. Její otec Enrique Rubio je advokát, matka Susana Dosamantes je herečka v Mexiku.
Proslavila se účinkováním v kapele Timbiriche. Dařit se ji začalo hlavně na počátku 80. let, kdy začala pronikat do světa hudby a její desky byly oblíbené hlavně v Latinské Americe. Podle Universal Music Group prodala do roku 2009 celosvětově přes 20 milionů desek. Paulina Rubio byla ovlivněna pop umělci jako Madonna a Miguel Bosé.
V roce 1992 vydala Paulina své první sólové album La chica Dorada. Album obsahovalo takové hity jako „Mio“, „Sabor a miel“ nebo „Amor de mujer“.
Album Gran City Pop bylo vydáno v roce 2009. Zajistilo Paulině jednu nominaci na Cenu Grammy.

## Diskografie

### Alba
- La chica dorada (1992)
- 24 kilates (1993)
- El tiempo es oro (1995)
- Planeta Paulina (1996)
- Paulina (2000)
- Border Girl (2002)
- Pau-Latina (2004)
- Ananda (2006)
- Gran City Pop (2009)
- Brava! (2011)

### Singly
- Mio (1992)
- Abriendo las puertas al amor (1992)
- Amor de mujer (1992)
- Sabor a miel (1992)
- Nieva, nieva (1993)
- Vuelve junto a mi (1993)
- El ultimo adios (2000)
- Lo hare por ti (2000)
- Sexi dance (2000)
- Fire (Sexi dance) (2000)[6]
- Tal vez, quiza (2000)
- Y yo sigo aquí (2001)[7]
- Yo no soy esa mujer (2001)
- Don't Say Goodbye (2002)[8]
- Si tu te vas (2002)
- Todo mi amor (2002)
- The One You Love (2002)
- Baila Casanova (2002)[9]
- I'll Be Right Here (2003)[10]
- Te quise tanto (2004)
- Algo tienes (2004)[11]
- Dame otro tequila (2004)
- Alma en libertad (2004)
- Mia (2005)
- Ni una sola palabra (2006)[12]
- Nada puede cambiarme Feat Slash (2006)[13]
- Ayudame (2007)
- Causa y Efecto (2009)[14]
- Ni rosas ni juguetes (2009)[15]
- Ni rosas ni juguetes Feat Pitbull (2010)[16]
- Algo de ti (2010)
- "Cause and effect (2010)
- "Me Gustas Tanto"  (2011)[17]
- "Boys Will Be Boys"  (2012)[18]

## Tour
- Border Girl Tour (2002)
- Pau-Latina Tour (2004)
- Amor, Luz y Sonido Tour (2006–2007)
- Gran City Pop Tour (2009–2010)

## Filmografie

### Filmy
- 1992: El dia del compadre
- 1994: Besame en la boca

### Telenovely
- 1988: Pasion y poder
- 1992: Baila Conmigo
- 1995: Pobre Niña Rica